# Franz (Film)
Franz ist ein Film von Jacques Brel aus dem Jahr 1972. Es ist das Regiedebüt des belgischen Chansonniers und Schauspielers. Er handelt von der unausgesprochenen Liebe eines Mannes zu einer Frau.

## Handlung
Schauplatz ist eine Familienpension im belgischen Seekurort Blankenberge. Der an einer starken Mutterbindung leidende Léon (Brel) erholt sich dort von einer Verletzung am Bein. Léon kommuniziert täglich mit seiner Mutter per Brieftaube. Eines Tages treffen zwei neue Gäste in der Pension ein: Catherine (Danièle Evenou) und Léonie (Barbara). Catherine ist hübsch, elegant und witzig und zieht sofort die Aufmerksamkeit der übrigen Pensionsgäste auf sich. Léonie, in die sich Léon sofort unsterblich verliebt, scheint die Zurückhaltendere der beiden zu sein. Léons ungeschickte Annäherungsversuche an Léonie erheitern die Pensionsgäste, Léon wird zur Zielscheibe ihrer üblen Scherze. Schließlich taucht noch Léons Mutter (Simone Max) in der Pension auf und zerstört die noch gar nicht aufgekeimte Beziehung ihres Sohnes zu Lèonie. Am Ende stürzt sich der völlig verzweifelte Nichtschwimmer Léon in suizidaler Absicht in die Fluten der Nordsee. In der letzten Szene ist Léonie zu sehen, die am Ende ihres Aufenthaltes am Bahnhof von ihrer Familie begrüßt wird: am Bahnsteig stehen ihr Mann und ihre Tochter.

## Bedeutung und Rezeption
„Franz“ wurde im Sommer und Herbst 1971 am Originalschauplatz in Blankenberge gedreht und war der belgische Beitrag zu den Filmfestspielen von Cannes 1972. Das Regiedebüt Brels scheint zwar in allen einschlägigen Kurzbiographien auf, kam aber außerhalb Frankreichs kaum zur Aufführung und wird auch in Frankreich selbst kaum (etwa im Fernsehen) gezeigt. Der Film gilt unter Brel-Fans als Rarität und wurde zum Zeitpunkt seiner Erscheinung zwar von der Kritik gut aufgenommen, fiel aber an den Kinokassen durch, vielleicht weil er zu sehr im „poetischen Kosmos“ Brels verhaftet ist.